# Wyciąg fortepianowy

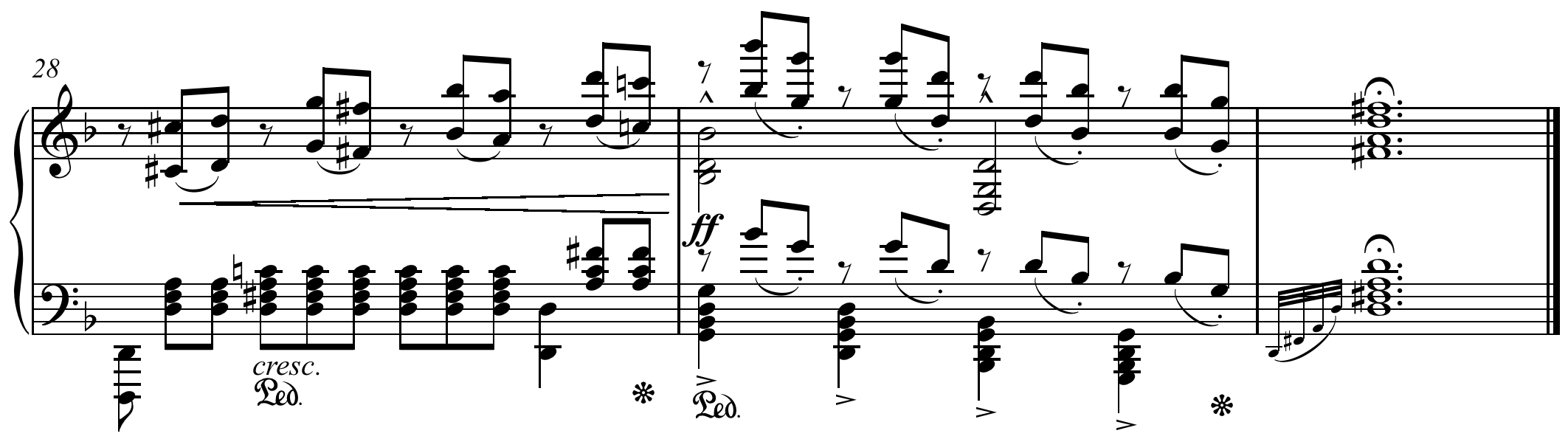
Wyciąg fortepianowy "Lacrimosa" z Requiem Mozarta napisany przez Franza Liszta

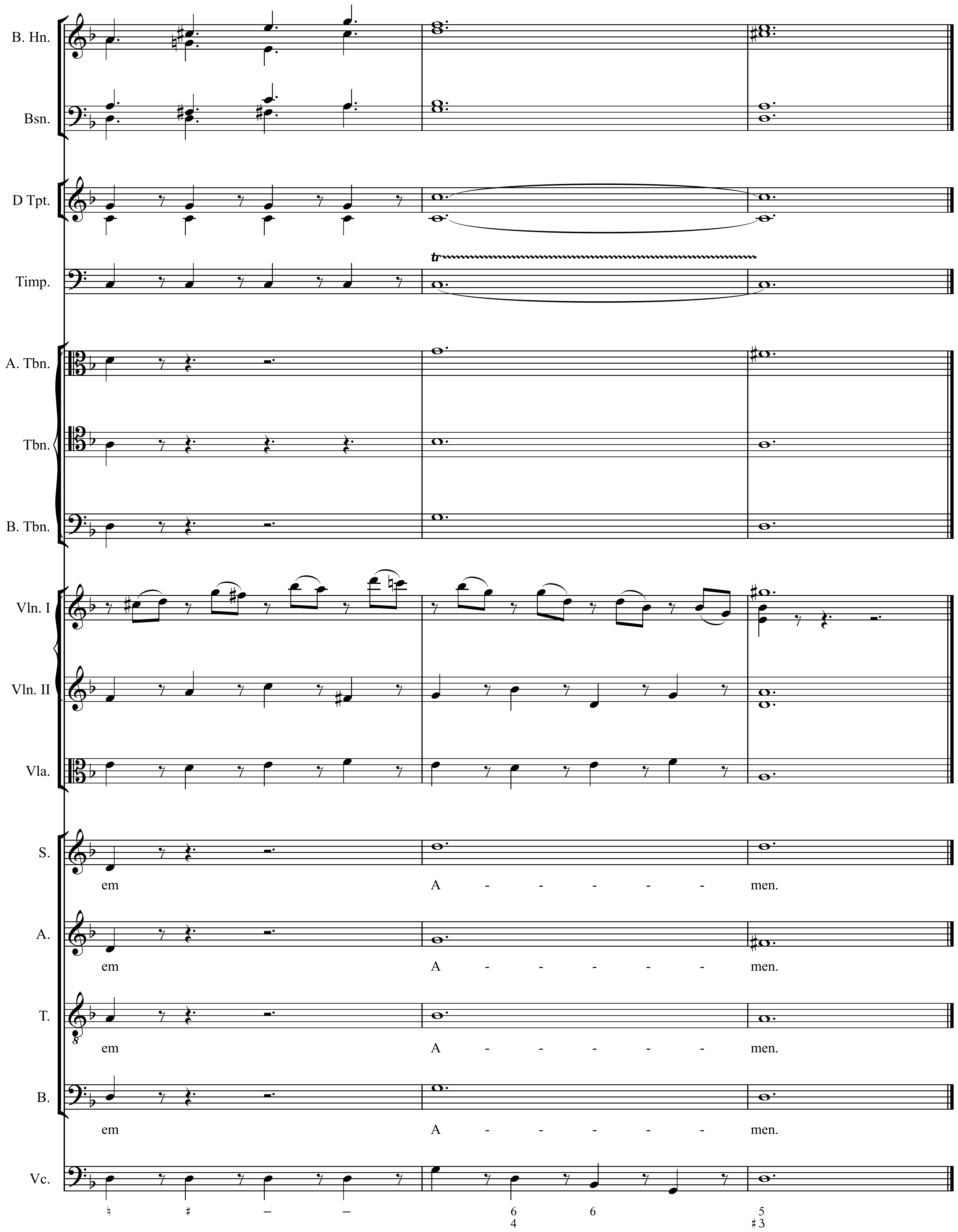
Partytura "Lacrimosa" z Requiem Mozarta

Wyciąg fortepianowy – opracowanie utworu orkiestrowego względnie orkiestrowo-wokalnego (np. opery) w układzie na fortepian. Jest stosowany w celach dydaktycznych, (np. dla dyrygenta - przygotowanie się do pracy z orkiestrą).

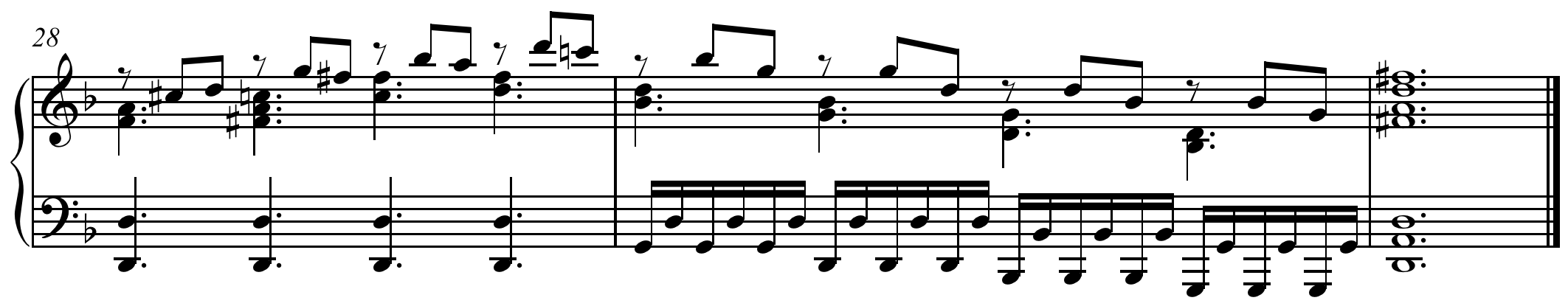
Wyciąg fortepianowy na dwie ręce z "Lacrimosa" z Requiem Mozarta napisany przez Carla Czernego

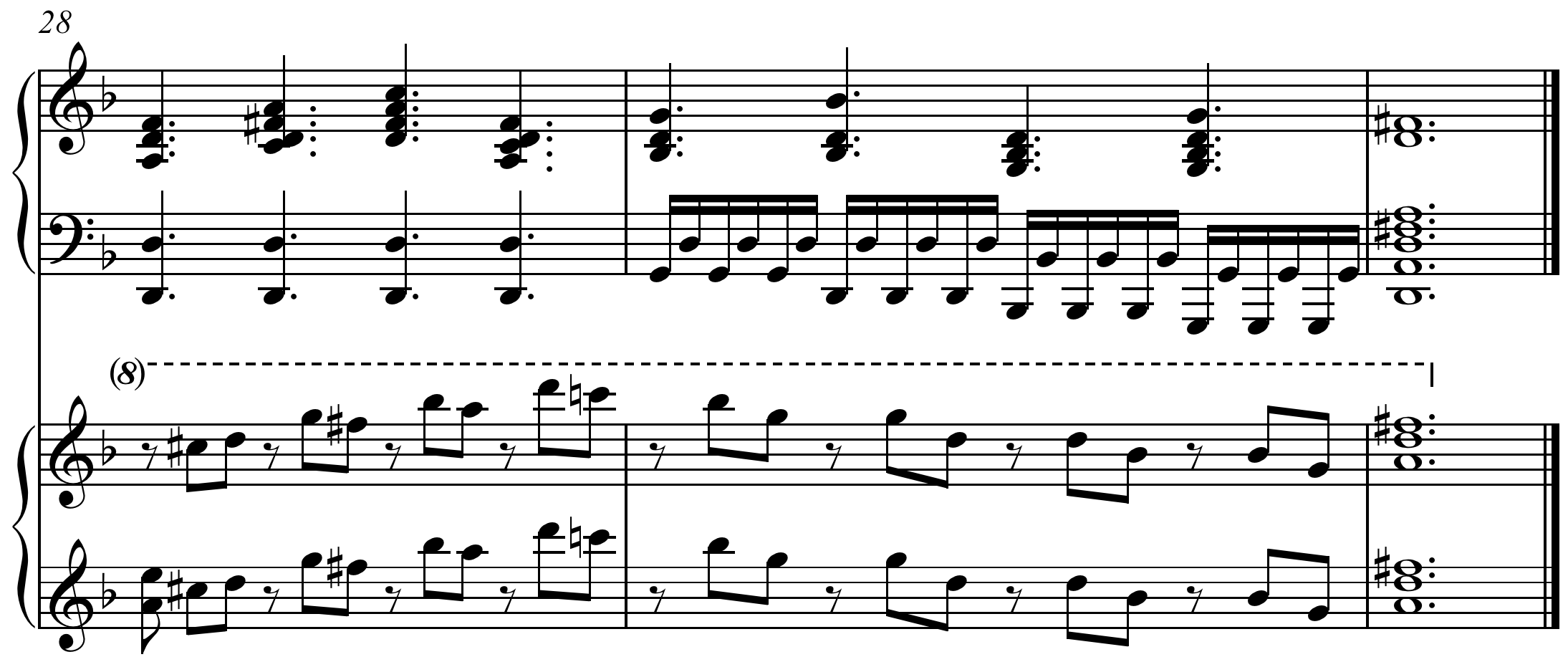
Wyciąg fortepianowy na cztery ręce z "Lacrimosa" z Requiem Mozarta napisany przez Carla Czernego